# Herodas
Herodas (în greacă: Ἡρώδας), sau Herondas a fost un poet și autor de comedii grec, care a trăit prin secolul al III-lea î.Hr. și a făcut parte din pleiada scriitorilor alexandrini.

## Opera
Piesele sale, numite mimi (în greacă: mimiamboi, μιμίαμβοι), sunt mici scenete din viața cotidiană ai cărei eroi sunt oameni simpli.
Se remarcă observația realistă, prin care se reconstituie în mod spontan viața acelei epoci, la aceasta contribuind și popularitatea limbajului.

### Scrieri
- Mijlocitoarea ("Mastropos")
- Profesorul ("Didaskalos")
- Femeile ce aduc ofrandă lui Asclepios ("Asklepiazousai")
- Geloasa ("Zelotypos")
- Cizmarul ("Skyteus")
- Visul ("Enypnion").